# 橋本壯市
橋本壯市（Hashimoto Soichi，1991年8月23日—）是日本柔道運動員，曾獲得2017年世界柔道錦標賽男子73公斤級冠軍和2018年世界柔道錦標賽同一項目的亞軍。

## 外部連結
- JudoInside.com （页面存档备份，存于）
- 橋本壯市的X（前Twitter）
- 橋本壯市的Instagram帳戶